# Civitella del Tronto
Civitella del Tronto är en kommun i provinsen Teramo, i regionen Abruzzo i Italien. Kommunen hade 4 834 invånare (2018) och gränsar till kommunerna Ascoli Piceno, Campli, Folignano, Sant'Egidio alla Vibrata, Sant'Omero samt Valle Castellana.
Staden tros ligga ovanpå den antika picenska staden Beregra.